# 弗拉马朗
弗拉马朗（法語：Flamarens）是法国热尔省的一个市镇，位于该省东北部，属于孔东区。该市镇总面积14.36平方公里，2009年时的人口为119人。

## 人口
弗拉马朗人口变化图示